# Hejszowina
Hejszowina (Hejšovina) – czeska nazwa okolic Szczelińca Wielkiego. W środowisku polskich wspinaczy określa się tak cały obszar Gór Stołowych.